# Not a Criminal
«Not a Criminal» — окремок американського репера Chamillionaire, що мав стати головним синглом з його другого студійного альбому Ultimate Victory замість «Hip Hop Police». «Not a Criminal Part II» записано з участю Busta Rhymes та Снупа Доґґа.

## Чартові позиції
| Чарт (2007)        | Найвища позиція |
| ------------------ | --------------- |
| US Hot Rap Tracks  | 21              |
| US Rhythmic Top 40 | 26              |